# Calle canal

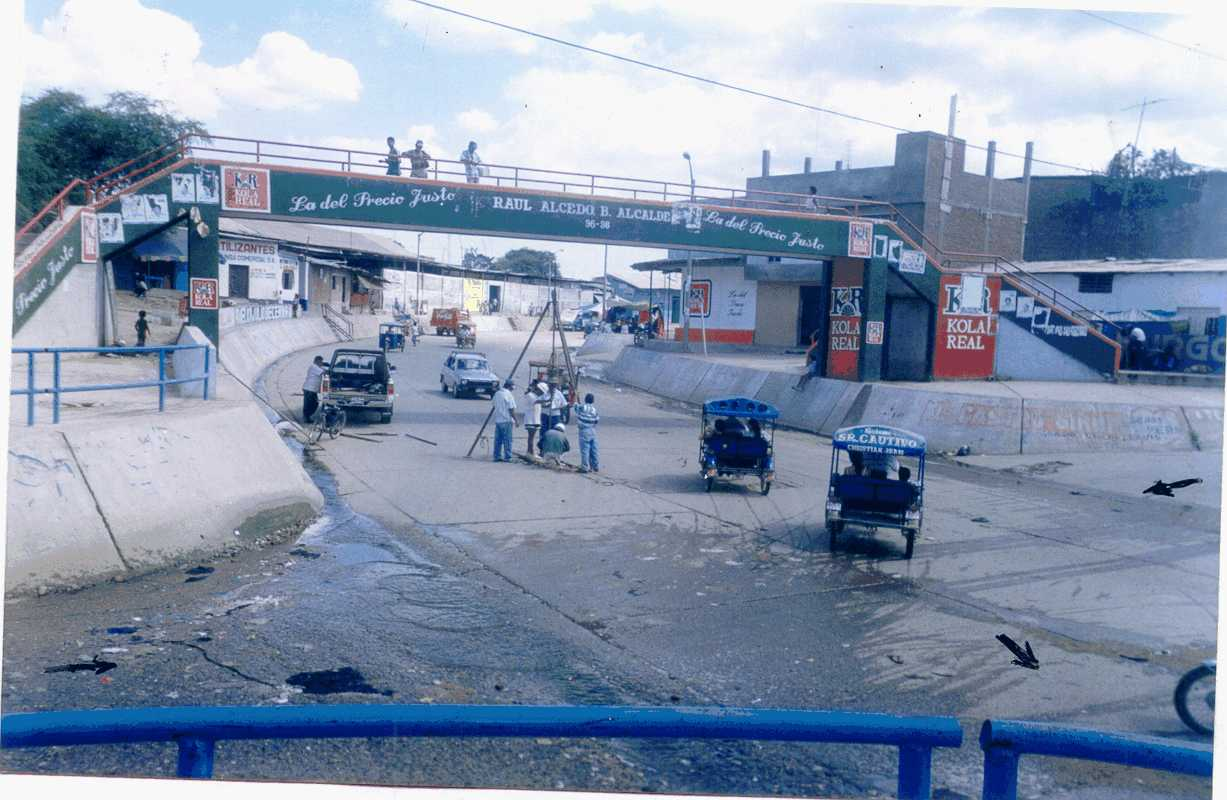
Vista del uso de la calle canal cuando no hay agua.

En el norte del Perú se denomina calle canal a calles, dentro del área urbana de ciudades, que han sido diseñadas expresamente para funcionar excepcionalmente, y por lapsos cortos, del orden de algunas pocas horas, como canales para evacuar aguas de lluvias intensas y poco frecuentes.
Esta es una solución ingeniosa, para solucinar con costos bajos, el problema del drenaje de las aguas de lluvia, en zonas donde las precipitaciones pluviales son poco frecuentes.
Este tipo de solución, utilizada en Piura, Catacaos, Sullana y Los Órganos, a partir del período de reconstrucción de las infraestructuras dañadas durante el fenómeno El Niño de los años 1997 - 1998, puede utilizarse siempre que por las condiciones topográficas, sea posible garantizar a las calles canales una pendiente monótona hacia terrenos donde el agua de lluvia no cause daños.
- Datos: Q5740792